# El Limón de Tellaeche
El Limón de Tellaeche är en ort i Mexiko.   Den ligger i kommunen Culiacán och delstaten Sinaloa, i den centrala delen av landet, 1 000 km nordväst om huvudstaden Mexico City. El Limón de Tellaeche ligger 162 meter över havet och antalet invånare är 487.
Terrängen runt El Limón de Tellaeche är kuperad åt sydost, men åt nordväst är den platt. Runt El Limón de Tellaeche är det mycket glesbefolkat, med 6 invånare per kvadratkilometer. Närmaste större samhälle är Sanalona, 10,2 km nordväst om El Limón de Tellaeche. I omgivningarna runt El Limón de Tellaeche växer huvudsakligen savannskog.